# Jun Mihara (Mangaka)
Jun Mihara (jap. 三原 順, Mihara Jun; eigentlich: 鈴木 順子, Suzuki Junko; * 7. Oktober 1952 in Sapporo, Hokkaidō, Japan; † 20. März 1995) war eine japanische Mangaka. Sie zeichnete Shōjo-Manga für jugendliche Mädchen.

## Biografie
Ihren ersten Comic als professionelle Zeichnerin veröffentlichte Mihara 1973 mit der Kurzgeschichte Bokura no Omiai im Manga-Magazin Bessatsu Margaret. Für dieses folgten einige weitere Kurzgeschichten, bis sie ab 1975 schließlich Stammzeichnerin für das Magazin Hana to Yume wurde. In diesem brachte sie bis 1981 die Serie Hamidashikko heraus, ihr bekanntestes und mit einem Umfang von etwa 2.500 Seiten in dreizehn Sammelbänden auch ihr längstes Werk. Hamidashikko handelt vom dramatischen Alltags- und Liebesleben von vier Waisenjungen, die sich umeinander kümmern.
Nach dem Abschluss Hamidashikko und des Mangas Lou to Solomon, der von 1976 bis 1981 im LaLa herauskam, schuf sie unter anderem die 80-seitige Kurzgeschichte Die Energie 5.2☆11.8, in der sie Folgen von Atomenergie kritisch behandelt. Es folgten weitere Serien, darunter von 1986 bis 1990 Sons für das Magazin Hana to Yume Epo. Danach brachte sie einige Josei-Manga für eine erwachsenere Leserschaft heraus.
Mihara starb 1995 im Alter von 42 Jahren an einer Krankheit. Posthum erschienen zahlreiche Neuauflagen ihrer Comics.

## Werke
- Bokura no Omiai (ぼくらのお見合い), 1973
- Hamidashikko (はみだしっ子), 1975–1981
- Lou to Solomon (ルーとソロモン), 1976–1981
- Long Ago (ロング アゴー), 1982
- Die Energie 5.2☆11.8, 1982
- X Day, 1982
- Yūgure no Tabi (夕暮れの旅), 1983
- Moon Lightning (ムーン・ライティング), 1984–1985
- Sons, 1986–1990
- Yume no Naka Akumu no Naka (夢の中 悪夢の中), 1991–1992
- Billy no Mori Jodie no Ki (ビリーの森ジョディの樹), 1993–1995